# 미티노역
미티노역(러시아어: Митино)은 모스크바 지하철 아르바츠코 포크롭스카야 선의 역이다.

## 역사
미티노 역은 2009년 12월 26일에 개장하였다.